# Hjalmar van Marle
Hjalmar van Marle (Zwolle, 1950) is een Nederlandse psychiater die zich heeft gespecialiseerd in de forensische psychiatrie. 
In 1995 promoveerde hij aan de Universiteit Utrecht op het proefschrift Een gesloten systeem: een psychoanalytisch kader voor de verpleging en behandeling van TBS-gestelden dat handelt over de behandelingsorganisatie bij terbeschikkinggestelden. In 1979, 1982 en tussen 1984 en 1990 was hij actief bij de Van Mesdagkliniek in Groningen als achtereenvolgens behandelend psychiater, chef de clinique en geneesheer-directeur. Tussen 1990 en 1996 was hij geneesheer-directeur van het Pieter Baan Centrum in Utrecht. Tussen 1992 en 2002 was hij psychotherapeut bij de dr. H. van der Hoevenkliniek in Utrecht. Tussen 1996 en 2003 was hij psychiatrisch adviseur van het Ministerie van Justitie en de Prof. W.P.J. Pompekliniek in Nijmegen. 
Tussen 1991 en 2003 was Van Marle bijzonder hoogleraar forensische psychiatrie aan de  Katholieke Universiteit Nijmegen. Vanaf 2003 is hij hoogleraar forensische psychiatrie aan de Erasmus Universiteit Rotterdam, een functie die hij zowel bekleedt aan de Faculteit der Rechtsgeleerdheid als aan het Erasmus MC. Daarnaast is hij als forensisch psychiater-psychotherapeut verbonden aan de forensische polikliniek 'het Dok' in Rotterdam en is hij als gerechtelijk deskundige verbonden aan het Gerechtshof in Amsterdam. 
Van Marle is (mede)auteur van diverse boeken en artikelen in wetenschappelijke tijdschriften met betrekking tot forensische psychiatrie. Hij mengt zich regelmatig in het publieke debat en is als tbs-deskundige te gast in actualiteitenprogramma's op de Nederlandse televisie. 
Van Marle heeft meegewerkt aan Van God los, een dramaserie van BNN waarin waargebeurde misdrijven worden nagespeeld. Na elke televisie-uitzending verschijnt op de website van de serie een filmpje genaamd 'Een sessie met Van Marle'. Hierin gaat Van Marle dieper in op de gedachtegang van de dader.